# Калашо
Кала̀шо (на италиански: Calascio) е село и община в Южна Италия, провинция Акуила, регион Абруцо. Разположено е на 1210 m надморска височина. Населението на общината е 127 души (към 2010 г.).